# Bronson Koenig
Bronson Koenig (La Crosse, Wisconsin, 13 de noviembre de 1994) es un exbaloncestista nativo estadounidense. Con 1,91 metros de estatura, jugaba en la posición de base. Es miembro de la tribu Ho-Chunk.

## Trayectoria deportiva

### Universidad
Jugó cuatro temporadas con los Badgers de la Universidad de Wisconsin, en las que promedió 9,9 puntos, 2,0 rebotes y 2,0 asistencias por partido. En 2016 fue incluido por los entrenadores en el tercer mejor quinteto de la Big Ten Conference, mientras que al año siguiente lo colocaron en el segundo, el tercero para la prensa especializada.

### Estadísticas
| Año     | Equipo    | PJ  | PT | MPP  | %TC  | %3P  | %TL  | RPP | APP | ROB | TPP | PPP  |
| ------- | --------- | --- | -- | ---- | ---- | ---- | ---- | --- | --- | --- | --- | ---- |
| 2013–14 | Wisconsin | 37  | 0  | 15.5 | .443 | .328 | .750 | 1.2 | 1.1 | .3  | .1  | 3.5  |
| 2014–15 | Wisconsin | 40  | 24 | 28.8 | .414 | .405 | .812 | 1.8 | 2.5 | .2  | .2  | 8.7  |
| 2015–16 | Wisconsin | 35  | 35 | 34.9 | .392 | .390 | .763 | 2.8 | 2.4 | .4  | .2  | 13.1 |
| 2016–17 | Wisconsin | 36  | 35 | 31.4 | .419 | .393 | .905 | 2.1 | 2.0 | .6  | .3  | 14.5 |
| Total   | Total     | 148 | 94 | 27.5 | .412 | .388 | .814 | 2.0 | 2.0 | .4  | .2  | 9.9  |

### Profesional
Tras no ser elegido en el Draft de la NBA de 2017, fue invitado por los Milwaukee Bucks a disputar las Ligas de Verano de la NBA, jugando cinco partidos, en los que promedió 5,2 puntos y 1,0 rebotes. En el mes de septiembre fichó por Chicago Bulls para realizar la pretemporada, pero dos semanas después fue descartado.
Tras ese descarte, pasó a formar parte del filial de Chicago, los Windy City Bulls, quienes finalmente lo traspasaron a los Grand Rapids Drive.